# 齋女
齋女，是日本平安時代攝關家藤原氏仿效日本皇室在伊勢神宮齋王制度，而在自己春日大社與大原野神社設置的童女的稱呼。

## 概要
藤原氏於貞觀8年（866年）、倣效伊勢神宮的齋宮與賀茂神社之齋院，在供奉自己氏神的奈良春日大社與京都大原野神社置祭祀用童女。12月25日勅藤原須惠子為第一任齋女，之後均在本氏族內擇童女出任，並主持最重要的春日祭，這制度很早就廢除，它成為尚侍司一郭分職能。
藤原氏以外很多氏族的神社也有這種童女奉仕制度，並成為後來的梓巫女。